# (14953) Bevilacqua
(14953) Bevilacqua (1996 CB3) – planetoida z grupy pasa głównego asteroid okrążająca Słońce w ciągu 3,51 lat w średniej odległości 2,31 j.a. Odkryta 13 lutego 1996 roku.